# Guillaume Piobert
Guillaume Piobert, né le 30 novembre 1793 et mort le 9 juin 1871, était un général, ingénieur militaire et scientifique français. Avec le commandant Morin et le capitaine I. Didion, il a mené une étude expérimentale systématique des lois de la résistance de l’air et de l’eau à la pénétration des projectiles. Il est à l'origine de la loi de Piobert qui explique la combustion des poudres et est toujours à l'ordre du jour pour comprendre le fonctionnement d'une fusée.

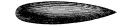
Meilleure forme de projectile inventée par Piobert

## Biographie
Guillaume Piobert est né à Lyon le 29 novembre 1793 et mort à Durette (Rhône) le 8 juin 1871. Il est ancien élève de l'École polytechnique (X1813) et de l'École d'application de l'artillerie et du génie de Metz, d'où il sort officier d'artillerie.
Il est d'abord nommé à Toulouse (1815) où il est chargé d'améliorer l'artillerie de montagne, puis à Paris (1822) comme second aide de camp du Général Valée où il est très actif dans la réorganisation de l'artillerie (le système Valée), puis il est professeur à l'école d'artillerie de Metz de 1831 à 1836 en tant que spécialiste de balistique et des poudres (loi de Piobert). Il est alors membre avec Arthur Morin et Isidore Didion de la Commission des principes du tir . Il décrit précisément la localisation régulière des déformations plastiques selon des bandes continues (1842). En outre, il effectue diverses recherches en mécanique, notamment sur les roues hydrauliques et les moyens de transports. Il est élu membre de l'Académie des sciences le 30 mars 1840 (section de mécanique), et la préside pendant l'année 1852. Il est promu général de division la même année, et fait partie en 1850 de la commission mixte de réforme des études de l'École polytechnique  puis  du Conseil de perfectionnement de cette école.

## Principales publications
- « Théorie des effets de la poudre », Comptes Rendus des Séances de l'Académie des Sciences. Paris, vol. 1,‎ 1835, p. 209
- Arthur Morin et Guillaume Piobert, Sur la pénétration des projectiles et la rupture des solides par le choc, 1836
- « Observations sur les mouvements rapides dans les milieux limités par des obstacles résistants », Comptes Rendus des Séances de l'Académie des Sciences. Paris, vol. 3,‎ 1936, p. 492-494
- Guillaume Piobert, Traité d'artillerie théorique et pratique, Leneveu, Librairie pour l'Art militaire, la Géographie, la Diplomatie, les Sciences et les Arts, les Livres à bon marché et les Publications pittoresques, 1836 (lire en ligne)
- « Influence de la rotation des mobiles sur leur mouvement de translation dans les milieux résistants », Comptes Rendus des Séances de l'Académie des Sciences, vol. 4,‎ 1837, p. 198.
- Piobert, Morin et Didion  Note sur les effets et les lois du choc, de la pénétration et du mouvement des projectiles dans les divers milieux résistans, Congrès scientifique de France, session de 1837,
- Guillaume Piobert et Arthur Morin, « Notices sur les pendules balistiques construits en 1830 à l'Arsenal de Metz », Comptes Rendus des Séances de l'Académie des Sciences. Paris, vol. 9,‎ 1839, p. 695-696.
- G. Piobert et A. L. Tardy, Expériences sur les roues hydrauliques à axe vertical et sur l'écoulement dans les coursiers et dans les buses de forme pyramidale, Librairie scientifique-industrielle de L. Matthias (Augustin), 1840 (lire en ligne), lire en ligne sur Gallica
- « Sur les moulins employés en Algérie et qui sont mus par une roue hydraulique à axe vertical », (1840)
- « Nouvelles expériences sur l'inflammation et la combustion de la poudre », Comptes Rendus des Séances de l'Académie des Sciences, vol. 10,‎ 1840, p. 320-321 (lire en ligne)
- « Mémoire sur le tirage des voitures et sur les perfectionnements dont les moyens de transport sont susceptibles », 1842, lire en ligne sur Gallica
- Guillaume Piobert, « Mémoire sur les poudres de guerre des différents procédés de fabrication, avec résumés des épreuves comparatives faites sur ces poudres à Esquerdes en 1831 et 1832 et à Metz en 1836 et 1837 », Bachelier imprimeur-libraire, 1844, lire en ligne sur Gallica
- « Sur les dangers que présentent les chemins de fer » (1844). Trois notes dont G. Piobert, « Troisième note sur les dangers présentés par les chemins de fer », Comptes rendus de l'académie des sciences, t. XXIII,‎ 1846, p. 130, (Voir la séance du 30 mars 1846 de l'Académie des Sciences dans L'Écho du monde savant).
- M. Piobert, « Formules pratiques de quadrature », Nouvelles Annales Mathématiques, vol. 13,‎ 1854, p. 323-331 (lire en ligne)
- Piobert, « Méthodes pour trouver les valeurs approchées des racines réelles des équations algébriques », Nouvelles annales de mathématiques : journal des candidats aux écoles polytechnique et normale, 1re série, vol. 10,‎ 1851, p. 174-180 (lire en ligne)

### Biographie
- Général Morin, «  Notice sur le général Piobert, lue dans la séance publique annuelle des cinq académies, le mercredi 25 octobre 1871 », dans Mémoires de l'Académie des sciences de l'Institut de France, t. 38, p. LXVII-CVI, Gauthier-Villars, 1873 (lire en ligne) lire en ligne sur Gallica
- « Le Général Piobert », dans École polytechnique - livre du centenaire (1794-1894), t. II -- Services militaires, Gauthiers-Villars et fils, 1894 (lire en ligne), lire en ligne sur Gallica
- Pierre Larousse, « Piobert (Guillaume) », dans Grand dictionnaire universel du XIXe siècle, t. douzième, 1874 (lire en ligne), lire en ligne sur Gallica

## Documents
- Louis Figuier, « Chapitre XIX, Études et progrès de l'artillerie contemporaine, ..., Expériences de Piobert et Morin », dans Les Merveilles de la science ou description populaire des inventions modernes, 1869 (lire en ligne), lire en ligne sur Gallica